# Calonges
Calonges település Franciaországban, Lot-et-Garonne megyében. Lakosainak száma 589 fő (2022. január 1.). Calonges Lagruère, Leyritz-Moncassin, Le Mas-d’Agenais, Razimet, Sainte-Gemme-Martaillac és Villeton községekkel határos.

## Népesség
A település népességének változása:
| Lakosok száma | 569  | 484  | 483  | 534  | 601  | 625  | 648  | 613  | 595  | 589  |
|               | 1968 | 1982 | 1990 | 2006 | 2013 | 2015 | 2017 | 2019 | 2020 | 2022 |